# Dasiops subulatus
Dasiops subulatus är en tvåvingeart som beskrevs av Mcalpine 1964. Dasiops subulatus ingår i släktet Dasiops och familjen stjärtflugor.
Artens utbredningsområde är Québec. Inga underarter finns listade i Catalogue of Life.